# Damián Ramírez
Damián Ramírez (Buenos Aires, 25 de junio de 1985-ibíd. 12 de enero de 2017) fue un contratenor lírico argentino

## Biografía
Damián Ramírez nació en 1985 en Buenos Aires. Estudió canto con la soprano Irene Burt y repertorio con Eduviges Picone.
Se perfeccionó en el Instituto Superior de Arte del Teatro Colón. Debutó a la edad de 19 años en el escenario del Teatro Avenida, interpretando el rol de L`amour en la ópera Orphée et Eurydice de Gluck.
En 2008 viajó con el certamen internacional Competizione dell’Opera, que se desarrolló en Dresde, y en 2009, fue ganador en el Concurso “Neue Stimmen” realizado en Gütersloh. En 2013 quedó seleccionado para el concurso Belvedere. 
Asistió a clases magistrales dictadas por la mezzosoprano española Teresa Berganza y Jeffrey Gall. En el mismo año protagonizó la ópera "Apolo y Jacinto" de Mozart en la ciudad de La Plata.
En el Teatro Colón participó de solista en "Cisne" en Carmina Burana; "Eustazio" en Rinaldo; "Helicon" en la ópera Caligula, de Detlev Glanert, y "Mr Tubbs" en Requiem, de Oscar Strasnoy. Se presentó como solista en los teatros de Buenos Aires: Teatro Argentino de La Plata, Teatro Avenida, Teatro San Martín, Teatro Coliseo. Participó también en el Ensemble Elyma de música barroca. 
Falleció en Buenos Aires el 12 de enero de 2017 a causa de un paro cardiorrespiratorio. 
A los pocos días de su partida, Nicolás Isasi, colega y amigo del Instituto Superior de Arte del Teatro Colón, lo recordó de la siguiente manera:

"Trabajé con él en varias oportunidades y tuve el placer de dirigirlo hace unos años cuando hizo del dios Apolo en 'Apollo et Hyacinthus' de Mozart. Había nacido para ese personaje. Su inconfundible y grandiosa voz de contratenor (cuerda poco frecuente), su presencia y su carisma impactaron en el público presente. Un cantante distinto, con pasión y amor por lo que hacía. Como persona, un ser humano maravilloso, con valores y una bondad enorme, que aún sin tiempo hacía conciertos con fines benéficos. Un verdadero artista".